# إميديات ميوزيك
إميديات ميوزيك (بالإنجليزية: Immediate Music)‏ هي شركة منتجة للموسيقى مقرها لوس أنجلوس ، الولايات المتحدة . منذ 1992 قامت الشركة بإنتاج الموسيقى لمئات من عروض المسارح والتلفزيون لأكبر استوديوهات هوليود . استخدمت موسيقاها في عروض لأفلام مثل : فتى الجحيم 2 ، آيرون مان ، أفاتار ، قراصنة الكاريبي: في نهاية العالم ، أفلام سلسلة الرجل العنكبوت، أفلام الماتريكس ومملكة السماء .
في 2008 قامت الشركة بفتح مكتبتها الموسيقية للاستخدام في ألعاب الفيديو والإعلانات .

## وصلات خارجية
- الموقع الرسمي